# Campionato italiano maschile di pallanuoto 1913
Il campionato italiano 1913 è stata la 2ª edizione della massima serie, ed allora unica, del campionato italiano maschile di pallanuoto. Il torneo è stato disputato a Castel Gandolfo, Roma, e ha visto competere inizialmente quattro squadre, che diventarono tre con la rinuncia della Rari Nantes Ostia. Il torneo, organizzato dalla Federazione Italiana di Nuoto Rari Nantes, fu vinto dal Genoa per la seconda volta consecutiva.

## Risultati
| Data    | Gara  | Gara | Gara      |
| ------- | ----- | ---- | --------- |
| 13 ago. | Genoa | 1-1  | Partenope |
| 14 ago. | Genoa | 2-1  | Lazio     |

## Classifica
|  |    | Classifica finale 1913 | Pt   | G | V | N | P | GF | GS | DR |
|  | -- | ---------------------- | ---- | - | - | - | - | -- | -- | -- |
|  | 1. | Genoa                  | 3    | 2 | 1 | 1 | 0 | ?  | ?  | ?  |
|  | 2. | Partenope              | 2    | 2 | 1 | 0 | 1 | ?  | ?  | ?  |
|  | 3. | Lazio                  | 1    | 2 | 0 | 1 | 1 | ?  | ?  | ?  |
|  | 4. | Rari Nantes Ostia      | rit. |   |   |   |   |    |    |    |

### Verdetti
- Genoa Campione d'Italia 1913